# Josefine Klougart
Josefine Klougart (født 21. april 1985) er en dansk forfatter. Hun er født på Mols og har læst kunst- og litteraturhistorie på Aarhus Universitet, inden hun begyndte som elev på Forfatterskolen i København, hvorfra hun dimitterede i sommeren 2010.
I 2010 debuterede Josefine Klougart med romanen Stigninger og fald, en prosalyrisk skildring af en barndom, af landskabet og af mødet med sproget. Romanen blev nomineret til Nordisk Råds Litteraturpris.
I 2010 udkom prosadigtet Den vind man manglede og i 2012 Bjergene er ligeglade. I 2011 udkom hendes anden roman, Hallerne, der i 2012 fik premiere på Aarhus Teater i Annika Silkebergs opsætning. I 2012 udkom Josefine Klougarts 3. roman, Én af os sover. Den blev som debuten nomineret til Nordisk Råds Litteraturpris. Klougart er den yngste forfatter i prisens historie, som er nomineret to gange. I 2013 udkom romanen Om mørke.  Romanen blev nomineret til Læsernes Bogpris og DR's store romanpris.
I 2012 modtog Klougart Kronprinsparrets Stjernedryspris. Hun har samarbejdet med kunstnere som komponisten Christoffer Møller, musiker og sangskriver Steffen Brandt, operasanger Andrea Pellegrini og koncertpianist Katrine Gislinge. Josefine Klougart er fra 2012 redaktør på tidsskriftet Den Blå Port. Hun bor i København og er en af initiativtagerne og hovedkræfterne bag Forlaget Gladiator.

## Udgivelser
- Stigninger og fald, Rosinante, 2010 (roman)
- Den vind man manglede,  Forlaget Fingerprint, 2010 (prosa)
- Hallerne, Rosinante, 2011 (roman)
- Bjergene Er Ligeglade,  Poetiske Korridorer, 2011 (prosa)
- Én af os sover, Rosinante, 2012 (roman)
- Knive og Sakse,  Rosinante, 2012 (forord til Mrs Dalloway)
- Requiem - Snow Falls As Snow, 2013 (Cd, tekstarbejde)
- Om mørke, Forlaget Gladiator, 2013 (roman)
- New Forest, Forlaget Gladiator, 2016 (roman)
- Alt dette kunne du få, Gladiator (forlag), 2021 (roman)

## Eksterne link
- Læs anmeldelse af Stigningerne og fald på Litteratursiden Arkiveret 30. august 2011 hos  Wayback Machine
- Læs interview med forfatteren i Kristeligt Dagblad
- Dobbeltinterview med Suzanne Brøgger
- Anmeldelse af Om mørke i Politiken
- Klougarts egen hjemmeside Arkiveret 10. august 2009 hos  Wayback Machine
- Anmeldelse af Om mørke, Berlingske Arkiveret 17. januar 2014 hos  Wayback Machine
- Josefine Klougart på Forfatterweb.dk